# جون كرولي (كاهن كاثوليكي)
جون كرولي (بالإنجليزية: John Patrick Crowley)‏ هو كاهن كاثوليكي بريطاني، ولد في 23 يونيو 1941 في نيوبري ‏ في المملكة المتحدة.